# Belfiore
Belfiore är en ort och kommun i provinsen Verona i regionen Veneto i Italien. Kommunen hade 3 189 invånare (2018).